# تشارلز غارنر
تشارلز غارنر (بالإنجليزية: Charles A. Graner Jr)  جندي أمريكي إتصل اسمه بجرائم ضد معتقلين في سجن أبو غريب وتم تسريحه من الخدمة ومحاكمته. كان غارنر يحمل رتبة رقيب ومتخصص عند تجريمه ومحاكمته. قبلها كان حارساً في إحدى السجون الأمريكية إلا أنه تم تسريحه من عمله نظراً لخروقات قام بها. أقام غارنر علاقة مع الجندية ليندي إنغلاند التي كانت تخدم معه وأنجب منها وقد تمت محاكمتها معه في هذه القضية.